# Boy Scout Handbook
Il Boy Scout Handbook è il manuale ufficiale dei Boy Scouts of America, la principale associazione scout statunitense. È un discendente dell'originario manuale di Baden-Powell Scautismo per ragazzi, che è stata la base per i manuali scout di molti paesi, con qualche variazione al testo del libro a seconda delle leggi e dei costumi di ogni nazione.
L'edizione: originale, dal sottotitolo A Handbook of Woodcraft, Scouting, and Life-craft, è stata pubblicata dal luglio 1910 al marzo 1911; il primo autore, Ernest Thompson Seton, ha messo insieme le informazioni di Scautismo per ragazzi con il suo manuale di pionieristica (Birch Bark Rolls). Le edizioni successive sono state curate da altri autori (la 6ª, 7ª e 9ª edizione: da William Hillcourt, l'8° da Frederick L. Hines, la 10° e l'11° da Robert Birkby).

## Edizioni successive
- Boy Scout Handbook - 2ª edizione: The Official Handbook for Boys (1914)
- Boy Scout Handbook - 3ª edizione: Revised Handbook for Boys (1927)
- Boy Scout Handbook - 4ª edizione: Revised Handbook for Boys (1940)
- Boy Scout Handbook - 5ª edizione: Handbook for Boys (1948)
- Boy Scout Handbook - 6ª edizione: Boy Scout Handbook (1959)
- Boy Scout Handbook - 7ª edizione: Boy Scout Handbook (1965)
- Boy Scout Handbook - 8ª edizione: Scout Handbook (1972)
- Boy Scout Handbook - 9ª edizione: Official Boy Scout Handbook (1979)
- Boy Scout Handbook - 10ª edizione: Boy Scout Handbook (1990)
- Boy Scout Handbook - 11ª edizione: Boy Scout Handbook (1998)